# Alfred Vail
Alfred Lewis Vail (Morristown, Estados Unidos; 25 de septiembre de 1807 - Ibidem; 18 de enero de 1859) fue un inventor estadounidense fundamental para el desarrollo del telégrafo comercial junto con Samuel Morse, William Fothergill Cooke o Charles Wheatstone entre otros.
Vail fue un personaje clave, junto con Samuel Morse, en desarrollar y comercializar el telégrafo en Estados Unidos entre 1837 y 1844. Vail y Morse fueron los dos primeros en instalar y operar el telégrafo entre Washington y Baltimore, la primera línea telegráfica construida en Estados Unidos, la cual fue inaugurada en Año Nuevo de 1845. Vail se encargó de construir y gestionar diversas líneas telegráficas entre 1845 y 1848. Además, gran parte de los avances técnicos del telégrafo de Morse fueron obra suya, en particular la mejora en el sistema de grabación y los relés magnéticos. 
Vail dejó la industria de la telegrafía en 1848 ya que creía que el gestor de las líneas telegráficas minusvaloraba sus contribuciones y mejoras. En su último destino, como superintendente en la 'Washington and New Orleans Telegraph Company', solo recibía un sueldo de 900 dólares al año, por lo que Vail escribió a Morse "Me he hecho a la idea de dejar que el Telégrafo se cuide él mismo, ya que no puede cuidar de mí. Yo, en pocos meses, partiré de Washington a Nueva Jersey, [...] y decir adiós al tema del Telégrafo por algunos negocios más rentables."

## Biografía
Alfred Vail, cuyos padres eran Bethiah Youngs (1778—1847) y Stephen Vail (1780—1864), nació en Morristown, Nueva Jersey, donde su padre poseía una fundición, la Speedwell Ironworks. Su hermano, George Vail, llegó a ser un político relevante en su tiempo.
Tras cursar los estudios básicos en diversas escuelas públicas, empezó a trabajar como maquinista en la fundición de su padre hasta que en 1832 empezó a estudiar teología en la Universidad de Nueva York. Fue un buen estudiante y participó en las actividades de la Eucleian Society, una sociedad secreta de la universidad; se graduó en 1836. En una de sus visitas a su antigua universidad, el 2 de septiembre de 1837, asistió como espectador a uno de los primeros experimentos de Samuel Morse con su telégrafo. Se sorprendió tanto del ingenio que negoció y acordó con Morse que la tecnología necesaria se fabricaría en Speedwell a expensas suyas a cambio del 25% de los ingresos. Alfred acabó dividiendo su parte con George. Cuando Morse consiguió el patrocinio del congresista de Maine Francis Ormand Jonathan Smith redujo la parte de Vails a la mitad, pasando a ser de un octavo de los beneficios. Además, Morse obtuvo todos los derechos de patente de cuanto Vail desarrolló en la empresa común.
Tras haber obtenido el respaldo financiero de su padre, Vail perfeccionó el prototipo de Morse hasta conseguir un producto con buena presencia para ser mostrado en las demostraciones públicas y comerciales. La primera transmisión efectiva y completa que se realizó con el nuevo sistema fue en la propia fundición Speedwell el 6 de enero de 1838, utilizando para ello unos 3 km de línea telegráfica. El mensaje rezaba "A patient waiter is no loser". Durante los siguientes meses Morse y Vail mostraron su telégrafo al Instituto Franklin de Filadelfia, a miembros del Congreso de los Estados Unidos y al presidente Martin Van Buren y su gabinete. Estas demostraciones fueron cruciales para que Morse obtuviese la financiación necesaria para implementar el proyecto, en concreto 30 000 dólares que en 1844 financiaron la línea telegráfica entre Washington y Baltimore, la primera del país.
Vail se retiró del negocio del telégrafo en 1848 y volvió a Morristown, su ciudad natal. Pasó los últimos años de su vida llevando a cabo investigaciones genealógicas. Puesto que Vail tenía un octavo de los beneficios de la patente del telégrafo de Morse junto con su hermano George, Vail fue el que menos beneficios obtuvo del invento.
Su documentación fue donada por su hijo Stephen al Instituto Smithsonian y a la Sociedad Histórica de Nueva Jersey.
El primo de Vail era Theodore N. Vail, quien se convirtió en el primer presidente de la American Telephone & Telegraph Company (AT&T).

### Controversias sobre el código morse
Ha habido controversias menores sobre si fue Vail o Morse quien inventó el código morse. La defensa de la autoría de Vail se sustenta en diversas fuentes académicas.

Sin embargo, los argumentos ofrecidos para defender la autoría de Morse se basan en que este habría ideado un código similar al usado en los predecesores del telégrafo eléctrico, el telégrafo óptico, en el que se codificaba el mensaje con tres o cuatro números de un libro de cifrado por cada palabra. El operador del transmisor elegía de ese libro los números que se correspondían con la palabra que se deseaba transmitir y el operador del receptor lo buscaba en su libro a qué palabra correspondía los números recibidos. Morse pasó varios años recopilando este libro de cifrado. Los denfesores de Morse dicen que Vail, en sus publicaciones escritas tanto públicas como privadas, nunca reclamó la autoría del código. De acuerdo con alguna que otra investigación, en febrero de 1838 Vail mandó una carta a su padre en la que decía: «El profesor Morse ha inventado un nuevo alfabeto, dejando de lado los diccionarios'». Sin embargo, en un libro de 1845 Vail escribió, al describir el telégrafo de morse, que él también había contribuido al código.